# Maatkare Mutemhat
Maatkare (Mutemhat) va ser una princesa i sacerdotessa egípcia (Esposa del Déu Amon) durant la dinastia XXI.

## Biografia
| nTr | dwA · t | ra | mAat | kA |

| nTr | dwA · t | ra | mAat | kA |

Era filla del Summe Sacerdot d'Amon Pinedjem I, que va ser governant de facto del sud d'Egipte des de l'any 1070 aC, per després proclamar-se faraó l'any 1054 aC. La seva mare era Duathathor-Henuttaui, filla de Ramsès XI, darrer governant de la dinastia XX, o d'Esmendes I, el primer de la dinastia XXI. Maatkare va rebre el títol de Divina Adoratriu - Esposa de Déu d'Amon durant el regnat del seu pare; va ser la primera Esposa de Déu que va adoptar un praenomen que solia ser prerrogativa dels faraons.
Els seus germans també van ocupar càrrecs importants: un germà d'ella es va convertir en faraó (Psusennes I), una germana es va convertir en reina i dos o tres dels seus germans van tenir el títol de Summe Sacerdot d'Amon de manera successiva (Masaharta, potser Djedkhonsuefankh i Menkheperre). La va seguir com a Esposa de Déu la seva neboda Henuttaui D, filla del seu germà, el Summe sacerdot Menkheperre.
Ens han arribat diverses representacions seves: 
- Al temple de Luxor, representada com a una noia juntament amb les seves germanes Henuttaui B i Mutnedjmet
- A la façana del temple de Khonsu a Karnak hi apareix com a Gran Sacerdotessa
- En una estàtua que es troba avui en dia a Marsella.[1]

## Enterrament

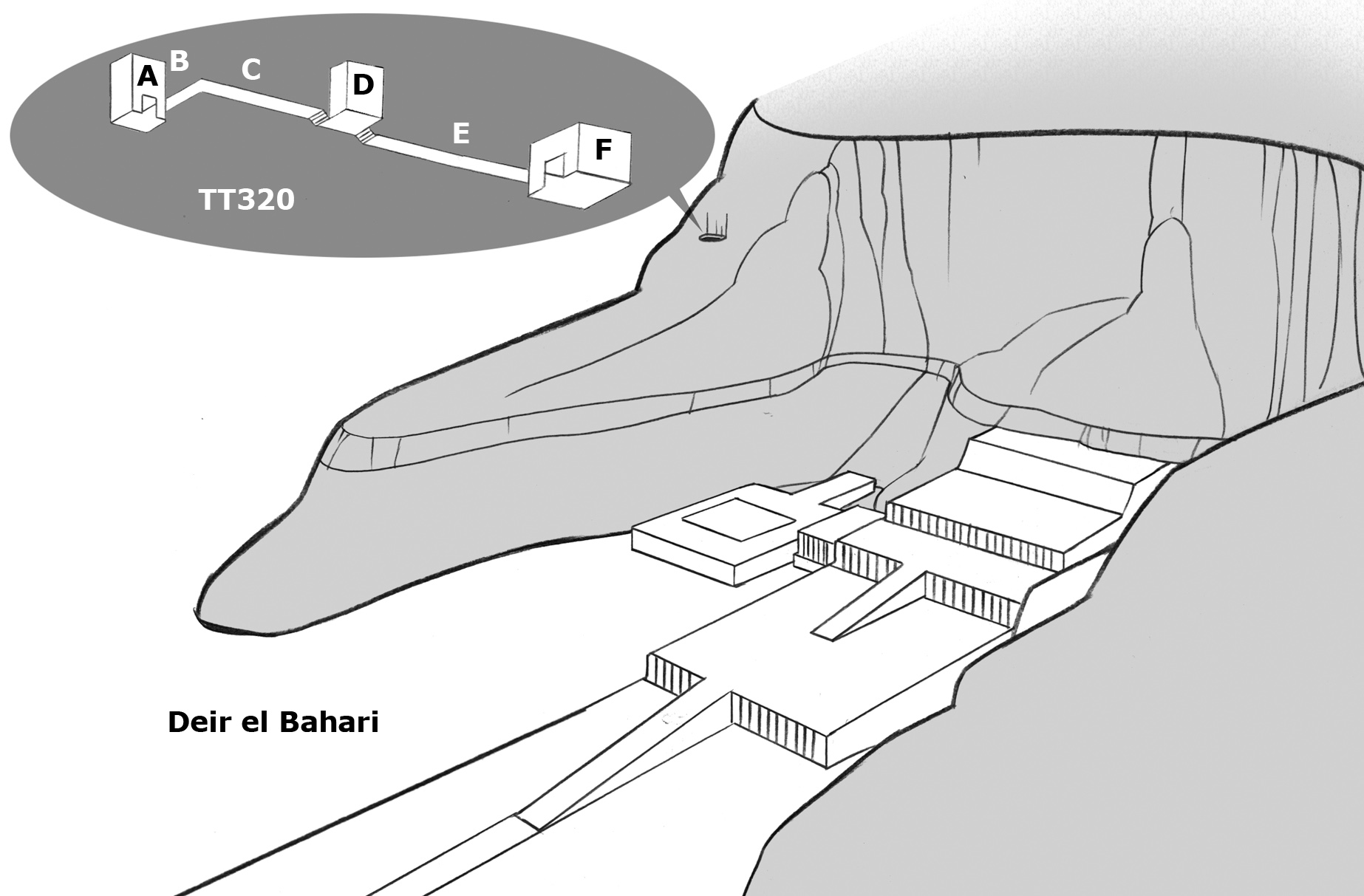
Localització de l'amagatall DB320 (TT320) a Deir el-Bahari.

Es desconeix el lloc d'enterrament original de Maatkare. La seva mòmia es va trobar l'any 1881 a l'amagatall de Deir el-Bahari,a la tomba DB320, juntament amb els seus sarcòfags, uixebtis i altres 13 mòmies més de la seva família immediata. El seu sarcòfag antropomorf en fusta de cedre i acàcia, i està pintat i cobert amb pa d'or; la difunta hi és representada amb el rostre ample i serè, ulls ametllats i perruca blava.
Més tard es va revelar que una petita mòmia, que originalment es pensava que era un fill seu, era la d'un mico que hauria servit en vida com a mascota (se suposa que les dones de Déu feien vot de castedat).